# Stanisław Hebanowski (reżyser)

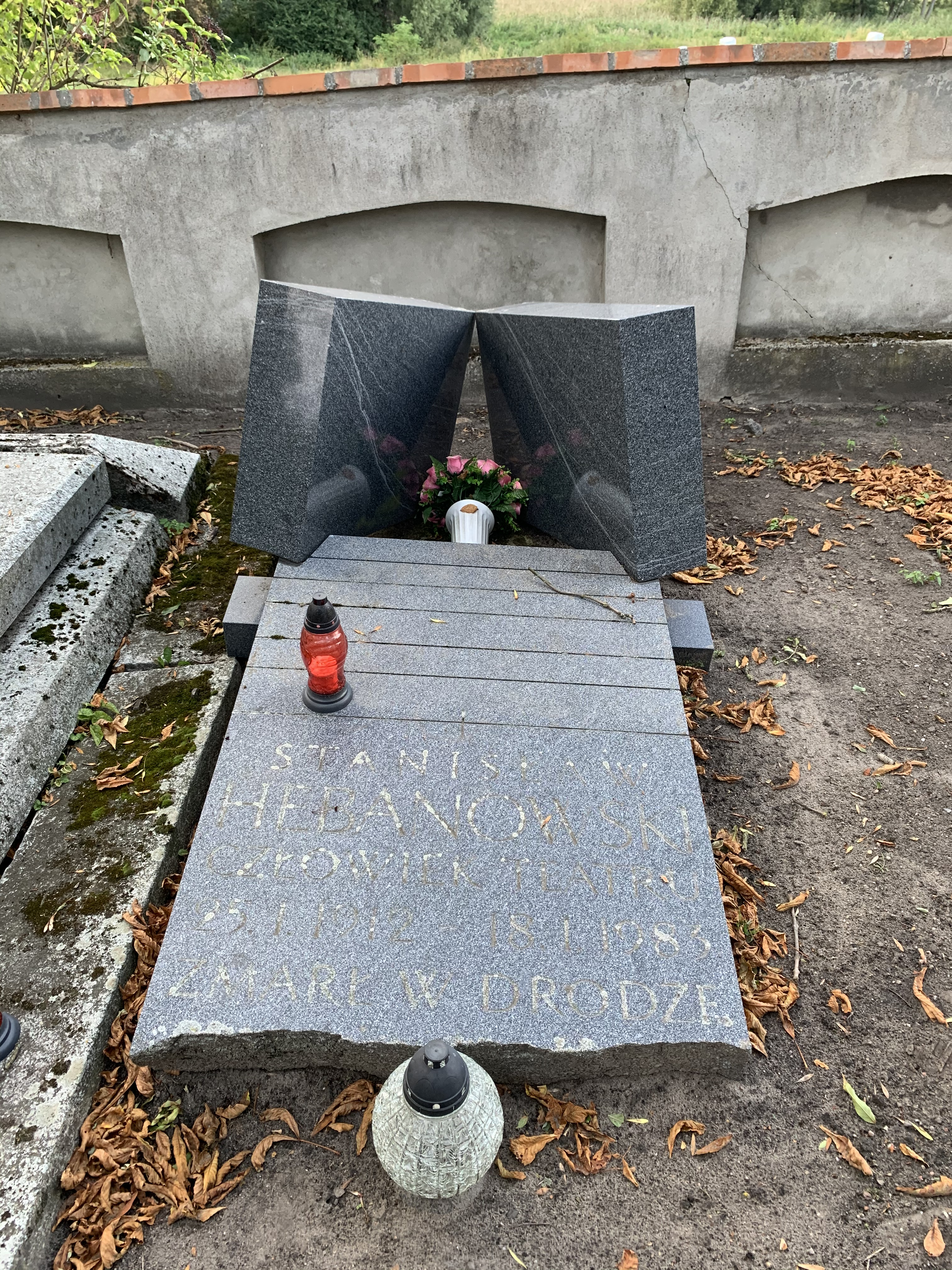
Grób Stanisława Hebanowskiego (reżysera) na cmentarzu przy kościele Wniebowzięcia Najświętszej Maryi Panny i św. Mikołaja

Stanisław Hebanowski-Dobrogoyski (ur. 25 stycznia 1912 w Brzóstkowie, zm. 18 stycznia 1983 w Gdyni) – polski reżyser teatralny, prozaik, tłumacz, krytyk literacki i teatralny.

## Życiorys
Pochodził z rodziny z krakowskich drukarzy działających na przełomie XVII i  XVIII w. Urodził się w wielkopolskiej wsi Brzostków jako syn Bogumiła Bogusława Klemensa (1870–1953) i Zofii z Ponikiewskich h. Trzaska (1880–1958). Ukończył gimnazjum klasyczne w Jarocinie. Po maturze, w latach 1929–1931 studiował na wydziale prawa Uniwersytetu Poznańskiego, w latach 1931–1935 na wydziale historii sztuki i filozofii ścisłej, studiów nie ukończył. W 1938 debiutował jako poeta na łamach poznańskiego miesięcznika „Prom”. 
Podczas okupacji niemieckiej mieszkał w Warszawie i Lubczy. W 1943 był więziony na Pawiaku.
Po II wojnie światowej, już od 1945 r. pracował w referatach kultury Starostwa w Jarocinie, Zarządu Miejskiego w Gnieźnie, Urzędu Miejskiego w Poznaniu. W latach 1946–1948 był naczelnikiem Wydziału Oświaty, Kultury i Sztuki Zarządu Miejskiego w Poznaniu. W 1948 r. został kierownikiem literackim Teatru Polskiego w Poznaniu. W latach 1948–1949 był kierownikiem literacko-inscenizacyjnym Opery Poznańskiej oraz redaktorem miesięcznika „Echo Teatralne i Muzyczne”. Pełnił funkcję kierownika literackiego Teatru Polskiego w Poznaniu (1949–1959), Teatru Ziemi Lubuskiej w Zielonej Górze (1960–1963), Teatru Polskiego w Poznaniu (1963–1969), Teatru Wybrzeże w Gdańsku (1969–1973, a w latach 1973–1980, kierownikiem artystycznym). W 1973 r. zdał egzamin reżyserski.
Debiutem reżyserskim Stanisława Hebanowskiego był dramat Odwiedziny o zmroku Tadeusza Rittnera wystawiony w 1948 r. w Teatrze Polskim w Poznaniu. W Teatrze Wybrzeże zrealizował 23 przedstawienia, w tym Czekając na Godota Samuela Becketta (1970), Wesele Stanisława Wyspiańskiego (1976) czy też polską prapremierę Heleny Eurypidesa, który to utwór sam przełożył na język polski.
W okresie gdańskim reżyserował w Teatrze Telewizji. Reżyserował także dzieła operowe w Operze Bałtyckiej w Gdańsku. Ponadto był autorem przekładów i adaptacji tekstów dramatów. Jego zainteresowania translatorskie dotyczyły literatury antycznej, francuskiej oraz dramatu węgierskiego.
W latach 1971–1978 był prezesem, w latach 1978–1980 wiceprezesem Oddziału Gdańskiego Związku Literatów Polskich. W latach 1977–1978 wykładał w Studiu Aktorskim przy Teatrze Wybrzeże w Gdańsku. W 1980 r. przeszedł na emeryturę.
18 stycznia 1983 zmarł na zawał serca na peronie dworca w Gdyni, w drodze do Szczecina, dokąd wybierał się na próbę spektaklu Czekając na Godota w Teatrze Współczesnym. Został pochowany obok swojego dziadka Stanisława Hebanowskiego, na cmentarzu w Gieczu.
Kilkukrotnie żonaty. Był mężem Wandy z Makowskich h. Jelita (1909–2000), Heleny z Kęszyckich (1913–1983), Wandy Chorzemskiej (zm. 1999) i aktorki Ireny Maślińskiej, ojciec Marka, Ewy Zofii (1935–1964), Juliusza (ur. 1938), Joanny (ur. 1951) i Marii (ur. 1953).

## Ordery i odznaczenia
- Order Sztandaru Pracy II klasy (1980)
- Krzyż Oficerski Orderu Odrodzenia Polski (1973)
- Krzyż Kawalerski Orderu Odrodzenia Polski (1966)
- Złoty Krzyż Zasługi (1956)
- Medal 30-lecia Polski Ludowej (1974)
- Medal 10-lecia Polski Ludowej (28 lutego 1955)[11]
- Odznaka „Zasłużony Działacz Kultury” (1975)
- Odznaka honorowa „Zasłużonym Ziemi Gdańskiej” (1971)
- Odznaka Honorowa miasta Poznania (1965)
- Odznaczenie „Za Zasługi dla Kultury Socjalistycznej” (A Szocialista Kultúráért) (Węgry, 1979)

Źródło:.

## Nagrody i wyróżnienia
- Nagroda Wojewody Poznańskiego za organizację życia kulturalnego w Poznaniu (1948)
- Nagroda Ministra Kultury i Sztuki II stopnia (wraz z M. Okopińskim) za upowszechnianie sztuki teatralnej (1963)
- Nagroda literacka WRN i MRN w Poznaniu za zasługi w dziedzinie upowszechniania kultury (1967)
- Dyplom uznania Ministerstwa Kultury i Sztuki za wkład w przygotowanie Kongresu Kultury Polskiej (1967)
- „Order Stańczyka” - wyróżnienie miesięcznika „Litery” w dziedzinie teatru za opracowanie scenariusza dramatu Termopile polskie T. Micińskiego (1971)
- Nagroda na XIII Festiwalu Teatrów Polski Północnej w Toruniu za reż. sztuki Maleńka Alicja E. Albee'go (1971)
- Nagroda w dziedzinie teatru za reżyserię sztuki Maleńka Alicja E. Albee'go w Teatrze Wybrzeże (1972)
- Nagroda na XV Festiwalu Teatrów Polski Północnej w Toruniu za przekład i reżyserię Heleny Eurypidesa (1973)
- Nagroda Ministra Kultury i Sztuki II stopnia za działalność artystyczną w dziedzinie teatru (1973)
- Nagroda na XVI Festiwalu Teatrów Polski Północnej w Toruniu za reżyserię Snu F. Kruszewskiej (1974)
- Nagroda na XVII Festiwalu Teatrów Polski Północnej w Toruniu za reżyserię Cyganerii Warszawskiej A. Nowaczyńskiego (1975)
- Nagroda Zarządu Głównego Towarzystwa Przyjaźni Polsko-Radzieckiej i redakcji tygodnika „Przyjaźń” za reżyserię Zeszłego lata w Czulimsku A. Wampiłowa (1975)
- Nagroda Wojewody Gdańskiego za całokształt twórczości (1977)
- Nagroda na XIX Festiwalu Teatrów Polski Północnej w Toruniu za reżyserię Samuela Zborowskiego J. Słowackiego (1977)
- Nagroda Stowarzyszenia „PAX” za upowszechnianie wysokich wartości etycznych w twórczości teatralnej (1978)
- Laureat IX Plebiscytu Widzów Teatru Wybrzeże im. Iwo Galla za rok 1977 w kategorii najlepszy reżyser (1978)
- Nagroda Prezesa Rady Ministrów I stopnia za zasługi i osiągnięcia w twórczości teatralnej (1979)
- Nagroda na XIX Kaliskich Spotkaniach Teatralnych za reżyserię Wychowanki Fredry (1979)[12]
- Nagroda Miasta Gdańska w Dziedzinie Kultury „Splendor Gedanensis” (1980)[13]
- Nagroda na XXV Jubileuszowym Festiwalu Teatrów Polski Północnej w Toruniu za koncepcję interpretacyjną i inscenizację Czekając na Godota Becketta w Teatrze Współczesnym w Szczecinie (pośmiertnie, 1983)

Źródło:.